# Jezioro Żeńskie
Jezioro Żeńskie (niem. Schonfelder See) – jezioro rynnowe w Polsce, położone w województwie zachodniopomorskim, w powiecie choszczeńskim, w gminie Krzęcin.
Akwen leży na Pojezierzu Choszczeńskim, około 1 km na południe od miejscowości Żeńsko.